# Bonnetan
Bonnetan é uma comuna francesa na região administrativa da Nova Aquitânia, no departamento da Gironda. Estende-se por uma área de 4,3 km². Em 2010 a comuna tinha 986 habitantes (densidade: 229,3 hab./km²).